# Calopteryx
Calopteryx (Leach, 1815) è un genere di insetti odonati della famiglia Calopterygidae.

## Tassonomia
Comprende le seguenti specie:
- Calopteryx aequabilis Say, 1840
- Calopteryx amata Hagen, 1889
- Calopteryx angustipennis (Hagen in Selys, 1853)
- Calopteryx cornelia Selys, 1853
- Calopteryx dimidiata Burmeister, 1839
- Calopteryx exul Selys, 1853
- Calopteryx haemorrhoidalis (Vander Linden, 1825)
- Calopteryx hyalina Martin, 1909
- Calopteryx japonica Selys, 1869
- Calopteryx maculata (Palisot de Beauvois, 1805)
- Calopteryx orientalis Selys, 1887
- Calopteryx samarcandica Bartenev, 1911
- Calopteryx splendens (Harris, 1780)
- Calopteryx syriaca Rambur, 1842
- Calopteryx virgo (Linnaeus, 1758)
- Calopteryx xanthostoma (Charpentier, 1825)